# Araneus cingulatus
Araneus cingulatus es una especie de araña del género Araneus, tribu Araneini, familia Araneidae. Fue descrita científicamente por Walckenaer en 1841.
Se distribuye por Estados Unidos. La especie se mantiene activa durante los meses de enero, abril, mayo, junio, julio, agosto, septiembre, octubre y noviembre.